# Ngombi
El ngombi és un instrument de corda de Camerun, República Centreafricana i Gabon. La caixa de ressonància és de fusta amb forma rectangular. La taula harmònica és de pell d'animal, és una membrana que cobreix la caixa. El mànec corb s'insereix en el cos i està subjectat per fibres vegetals, sovint és decorat amb llavors seques. Sol tenir vuit cordes de budell unides per clavilles de fusta.
Segons la classificació Hornbostel-Sachs es trobaria dins el grup d'arpes obertes que no tenen pilar.

## Història
El ngombi és el centre de les cerimònies bwiti i la seva música representa la veu de Nzame. Les cordes simbolitzen els budells de la dona pigmea (Disumba-Banjoku), qui va transmetre als negres el do de l'iboga, la planta del bosc literalment enteògena (divinitzadora) de qui la menja. Les clavilles del ngombi, en les que se solen tallar petites talles de fusta al cap (de la clavilla) de caps femenins, simbolitzen les seves costelles. La caixa de ressonància -una figura femenina tallada en fusta i vestida amb l'hàbit de bandji, simbolitza la pell del seu ventre. La corda que serveix per dur-lo penjat a l'espatla de l'arpista (beti ngombi), representa la corda amb què va ser degollada o estrangulada. La música de l'arpa simbolitza tant el clam de la dona i el seu plor per ser sacrificada, com el seu plaer en veure Nzame i poder ser la seva veu.